# Pentathlon moderno ai Giochi della XIV Olimpiade
La competizione del pentathlon moderno ai giochi della XIV Olimpiade si svolse dal 2 al 6 agosto 1948 a Londra. Allora si disputava un'unica gara quella dell'individuale maschile.

## Risultati
Le prove si svolsero in questa successione:
- 30 luglio - Prova di Equitazione - Ippodromo di Tweseldown
- 31 luglio/1º agosto - Prova di Scherma - Army School of Physical Training, Aldershot
- 2 agosto - Prova di Tiro - National Rifle Association Ranges, Bisley
- 3 agosto - Prova di Nuoto - Aldershot Lido, Aldershot
- 4 agosto - Prova di Corsa - Royal Military Academy, Sandhurst

Per ogni prova gli atleti ottenevano un punteggio uguale al piazzamento della singola gara (1 punto al 1° ,2 punti al 2° ecc.). L'atleta che terminava le 5 prove con minor punteggio risultava vincitore.

### Prova di equitazione
5000 metri cross-country
| Pos. | Atleta               | Nazione        | Totale Punti | Tempo   | Penalità Tempo | Penalità Ostacoli |
| ---- | -------------------- | -------------- | ------------ | ------- | -------------- | ----------------- |
| 1    | William Grut         | Svezia         | 100,0        | 9'18"2  | 0,0            | 0,0               |
| 2    | George Moore         | Stati Uniti    | 100,0        | 9'22"7  | 0,0            | 0,0               |
| 3    | John Michael Lumsden | Gran Bretagna  | 100,0        | 9'29"0  | 0,0            | 0,0               |
| 4    | Viktor Platan        | Finlandia      | 100,0        | 9'32"2  | 0,0            | 0,0               |
| 5    | Augusto Premoli      | Argentina      | 100,0        | 9'42"3  | 0,0            | 0,0               |
| 6    | Gösta Gärdin         | Svezia         | 100,0        | 9'42"6  | 0,0            | 0,0               |
| 7    | Franz Hegner         | Svizzera       | 100,0        | 9'46"4  | 0,0            | 0,0               |
| 8    | Ricardo García       | Messico        | 100,0        | 9'49"8  | 0,0            | 0,0               |
| 9    | Enrique Wirth        | Argentina      | 100,0        | 9'54"9  | 0,0            | 0,0               |
| 10   | Hale Baugh           | Stati Uniti    | 97,0         | 9'52"0  | 0,0            | 3,0               |
| 11   | Nilo Floody          | Cile           | 97,0         | 9'54"9  | 0,0            | 3,0               |
| 12   | Albert Martin        | Gran Bretagna  | 96,0         | 10'07"3 | 4,0            | 0,0               |
| 13   | Horacio Siburu       | Argentina      | 95,0         | 10'03"9 | 2,0            | 3,0               |
| 14   | Giulio Palmonella    | Italia         | 95,0         | 10'09"6 | 5,0            | 0,0               |
| 15   | Aëcio Coelho         | Brasile        | 94,0         | 9'26"1  | 0,0            | 6,0               |
| 16   | Carlos Mercader      | Uruguay        | 92,0         | 9'44"4  | 0,0            | 8,0               |
| 17   | Lauri Vilkko         | Finlandia      | 92,0         | 9'55"2  | 0,0            | 8,0               |
| 18   | José Luis Riera      | Spagna         | 92,0         | 10'03"3 | 2,0            | 6,0               |
| 19   | Bruno Riem           | Svizzera       | 91,5         | 10'16"1 | 8,5            | 0,0               |
| 20   | Alberto Ortíz        | Uruguay        | 90,5         | 10'13"0 | 6,5            | 3,0               |
| 21   | Charles Vyt          | Belgio         | 90,0         | 10'03"9 | 2,0            | 8,0               |
| 22   | Roberto Curcio       | Italia         | 89,0         | 10'21"5 | 11,0           | 0,0               |
| 23   | Alberto Moreiras     | Spagna         | 88,0         | 10'23"5 | 12,0           | 0,0               |
| 24   | Richard Gruenther    | Stati Uniti    | 87,5         | 10'25"0 | 12,5           | 0,0               |
| 25   | Otto Jemelka         | Cecoslovacchia | 85,5         | 10'10"5 | 5,5            | 9,0               |
| 26   | Olavi Larkas         | Finlandia      | 81,0         | 10'31"7 | 16,0           | 3,0               |
| 27   | André Lacroix        | Francia        | 77,5         | 10'26"8 | 13,5           | 9,0               |
| 28   | István Szondy        | Ungheria       | 70,5         | 10'59"0 | 29,5           | 0,0               |
| 29   | Alejandro Quiroz     | Messico        | 60,5         | 11'18"3 | 39,5           | 0,0               |
| 30   | Karel Bártů          | Cecoslovacchia | 52,0         | 11'35"3 | 48,0           | 0,0               |
| 31   | Sune Wehlin          | Svezia         | 51,0         | 11'09"9 | 35,0           | 14,0              |
| 32   | Louis Fauconnier     | Belgio         | 46,0         | 11'35"2 | 48,0           | 6,0               |
| 33   | Aloysio Borges       | Brasile        | 45,0         | 11'15"4 | 38,0           | 17,0              |
| 34   | Raoul Mollet         | Belgio         | 40,5         | 11'42"7 | 51,5           | 8,0               |
| 35   | Ruben Orozco         | Uruguay        | 29,0         | 12'09"6 | 65,0           | 6,0               |
| 36   | Louis Pichon         | Francia        | 25,5         | 12'13"0 | 66,5           | 8,0               |
| 37   | Humberto Bedford     | Brasile        | 15,0         | 12'33"4 | 77,0           | 8,0               |
| 38   | Duilio Brignetti     | Italia         | -29,5        | 13'28"1 | 104,5          | 25,0              |
| 39   | Geoffrey Brooke      | Gran Bretagna  | -43,5        | 13'42"8 | 111,5          | 32,0              |
| 40   | Christian Palant     | Francia        | -59,0        | 13'16"0 | 98,0           | 61,0              |
| 41   | Manuel Bernabeu      | Spagna         | -127,5       | 14'00"0 | 121,5          | 106,0             |
| 42   | Werner Schmid        | Svizzera       | -152,0       | 14'57"4 | 149,0          | 103,0             |
| 43   | Hernán Fuentes       | Cile           | -399,0       | 16'13"2 | 187,0          | 312,0             |
| 45   | Frigyes Hegedűs      | Ungheria       | Squal.       |         |                |                   |
| 45   | László Karácson      | Ungheria       | Squal.       |         |                |                   |

### Prova di scherma
Torneo di spada a girone unico. 
| Pos. | Atleta               | Nazione        | Vittorie |
| ---- | -------------------- | -------------- | -------- |
| 1    | William Grut         | Svezia         | 28       |
| 1    | Aëcio Coelho         | Brasile        | 28       |
| 3    | George Moore         | Stati Uniti    | 26       |
| 3    | Olavi Larkas         | Finlandia      | 26       |
| 5    | Louis Pichon         | Francia        | 25       |
| 6    | Franz Hegner         | Svizzera       | 24       |
| 7    | Nilo Floody          | Cile           | 23       |
| 7    | Roberto Curcio       | Italia         | 23       |
| 9    | Bruno Riem           | Svizzera       | 22       |
| 9    | Hale Baugh           | Stati Uniti    | 22       |
| 11   | Augusto Premoli      | Argentina      | 21       |
| 11   | László Karácson      | Ungheria       | 21       |
| 13   | Richard Gruenther    | Stati Uniti    | 20       |
| 13   | Frigyes Hegedűs      | Ungheria       | 20       |
| 13   | Hernán Fuentes       | Cile           | 20       |
| 13   | Geoffrey Brooke      | Gran Bretagna  | 20       |
| 17   | Gösta Gärdin         | Svezia         | 19       |
| 17   | Enrique Wirth        | Argentina      | 19       |
| 17   | André Lacroix        | Francia        | 19       |
| 17   | Werner Schmid        | Svizzera       | 19       |
| 17   | Manuel Bernabeu      | Spagna         | 19       |
| 17   | Otto Jemelka         | Cecoslovacchia | 19       |
| 17   | Louis Fauconnier     | Belgio         | 19       |
| 24   | José Luis Riera      | Spagna         | 18       |
| 24   | Christian Palant     | Francia        | 18       |
| 26   | Giulio Palmonella    | Italia         | 17       |
| 26   | Aloysio Borges       | Brasile        | 17       |
| 28   | Viktor Platan        | Finlandia      | 16       |
| 28   | Carlos Mercader      | Uruguay        | 16       |
| 28   | Horacio Siburu       | Argentina      | 16       |
| 31   | Albert Martin        | Gran Bretagna  | 15       |
| 31   | Alberto Moreiras     | Spagna         | 15       |
| 31   | Alejandro Quiroz     | Messico        | 15       |
| 34   | Sune Wehlin          | Svezia         | 14       |
| 34   | Duilio Brignetti     | Italia         | 14       |
| 34   | John Michael Lumsden | Gran Bretagna  | 14       |
| 34   | Charles Vyt          | Belgio         | 14       |
| 38   | Lauri Vilkko         | Finlandia      | 13       |
| 38   | Karel Bártů          | Cecoslovacchia | 13       |
| 40   | Ricardo García       | Messico        | 12       |
| 41   | Alberto Ortíz        | Uruguay        | 11       |
| 41   | Ruben Orozco         | Uruguay        | 11       |
| 43   | Humberto Bedford     | Brasile        | 8        |
| 44   | István Szondy        | Ungheria       | 6        |

### Prova di tiro
20 Colpi a sagome mobili.
| Pos. | Atleta               | Nazione        | Punti |
| ---- | -------------------- | -------------- | ----- |
| 1    | Bruno Riem           | Svizzera       | 194   |
| 2    | Werner Schmid        | Svizzera       | 193   |
| 3    | Frigyes Hegedűs      | Ungheria       | 193   |
| 4    | Lauri Vilkko         | Finlandia      | 190   |
| 5    | William Grut         | Svezia         | 190   |
| 6    | Hernán Fuentes       | Cile           | 190   |
| 7    | Olavi Larkas         | Finlandia      | 190   |
| 8    | Christian Palant     | Francia        | 190   |
| 9    | Louis Pichon         | Francia        | 188   |
| 10   | Gösta Gärdin         | Svezia         | 188   |
| 11   | István Szondy        | Ungheria       | 188   |
| 12   | Duilio Brignetti     | Italia         | 183   |
| 13   | Richard Gruenther    | Stati Uniti    | 183   |
| 14   | Roberto Curcio       | Italia         | 188   |
| 15   | Giulio Palmonella    | Italia         | 187   |
| 16   | Alejandro Quiroz     | Messico        | 186   |
| 17   | Alberto Ortíz        | Uruguay        | 186   |
| 18   | André Lacroix        | Francia        | 185   |
| 19   | Alberto Moreiras     | Spagna         | 183   |
| 20   | Nilo Floody          | Cile           | 183   |
| 21   | George Moore         | Stati Uniti    | 183   |
| 22   | Sune Wehlin          | Svezia         | 183   |
| 23   | Albert Martin        | Gran Bretagna  | 182   |
| 24   | Franz Hegner         | Svizzera       | 181   |
| 25   | Ruben Orozco         | Uruguay        | 181   |
| 26   | Louis Fauconnier     | Belgio         | 179   |
| 27   | Karel Bártů          | Cecoslovacchia | 179   |
| 28   | Hale Baugh           | Stati Uniti    | 178   |
| 29   | Enrique Wirth        | Argentina      | 177   |
| 30   | Horacio Siburu       | Argentina      | 177   |
| 31   | Otto Jemelka         | Cecoslovacchia | 173   |
| 32   | László Karácson      | Ungheria       | 173   |
| 33   | Aëcio Coelho         | Brasile        | 172   |
| 34   | Carlos Mercader      | Uruguay        | 171   |
| 35   | Augusto Premoli      | Argentina      | 169   |
| 36   | Aloysio Borges       | Brasile        | 167   |
| 37   | John Michael Lumsden | Gran Bretagna  | 167   |
| 38   | Charles Vyt          | Belgio         | 165   |
| 39   | Manuel Bernabeu      | Spagna         | 162   |
| 40   | Humberto Bedford     | Brasile        | 166   |
| 41   | Geoffrey Brooke      | Gran Bretagna  | 153   |
| 42   | José Luis Riera      | Spagna         | 149   |
| 43   | Ricardo García       | Messico        | 148   |
| 44   | Viktor Platan        | Finlandia      | 141   |

### Prova di nuoto
300 metri stile libero.
| Pos. | Atleta               | Nazione        | Tempo  |
| ---- | -------------------- | -------------- | ------ |
| 1    | William Grut         | Svezia         | 4'17"0 |
| 2    | István Szondy        | Ungheria       | 4'21"2 |
| 3    | Lauri Vilkko         | Finlandia      | 4'24"0 |
| 4    | José Luis Riera      | Spagna         | 4'25"7 |
| 5    | Alberto Moreiras     | Spagna         | 4'29"0 |
| 6    | Duilio Brignetti     | Italia         | 4'33"0 |
| 7    | Viktor Platan        | Finlandia      | 4'38"9 |
| 8    | Aloysio Borges       | Brasile        | 4'40"3 |
| 9    | Hale Baugh           | Stati Uniti    | 4'41"0 |
| 10   | Ricardo García       | Messico        | 4'42"4 |
| 11   | Gösta Gärdin         | Svezia         | 4'43"1 |
| 12   | Richard Gruenther    | Stati Uniti    | 4'45"2 |
| 13   | Franz Hegner         | Svizzera       | 4'53"4 |
| 14   | Sune Wehlin          | Svezia         | 4'53"5 |
| 15   | Karel Bártů          | Cecoslovacchia | 4'58"5 |
| 16   | Christian Palant     | Francia        | 5'08"6 |
| 17   | George Moore         | Stati Uniti    | 5'09"2 |
| 18   | Horacio Siburu       | Argentina      | 5'10"4 |
| 19   | Olavi Larkas         | Finlandia      | 5'11"7 |
| 20   | Manuel Bernabeu      | Spagna         | 5'12"3 |
| 21   | Giulio Palmonella    | Italia         | 5'12"5 |
| 22   | Ruben Orozco         | Uruguay        | 5'15"8 |
| 23   | Hernán Fuentes       | Cile           | 5'19"8 |
| 24   | Frigyes Hegedűs      | Ungheria       | 5'20"2 |
| 25   | Enrique Wirth        | Argentina      | 5'22"2 |
| 26   | Roberto Curcio       | Italia         | 5'23"5 |
| 27   | Alejandro Quiroz     | Messico        | 5'26"2 |
| 28   | Werner Schmid        | Svizzera       | 5'27"0 |
| 29   | André Lacroix        | Francia        | 5'28"8 |
| 30   | Nilo Floody          | Cile           | 5'31"0 |
| 31   | Albert Martin        | Gran Bretagna  | 5'33"4 |
| 32   | Louis Pichon         | Francia        | 5'40"0 |
| 33   | Augusto Premoli      | Argentina      | 5'41"8 |
| 34   | Alberto Ortíz        | Uruguay        | 5'43"9 |
| 35   | Carlos Mercader      | Uruguay        | 5'56"8 |
| 36   | Bruno Riem           | Svizzera       | 6'24"4 |
| 37   | Geoffrey Brooke      | Gran Bretagna  | 6'29"6 |
| 38   | John Michael Lumsden | Gran Bretagna  | 6'31"3 |
| 39   | Aëcio Coelho         | Brasile        | 6'47"4 |
| 40   | Charles Vyt          | Belgio         | 7'05"8 |
| 41   | Louis Fauconnier     | Belgio         | 7'11"1 |
| 42   | Otto Jemelka         | Cecoslovacchia | 7'18"2 |
| 43   | Humberto Bedford     | Brasile        | 7'27"7 |

### Prova di corsa
4000 metri cross-country.
| Pos. | Atleta               | Nazione        | Tempo   |
| ---- | -------------------- | -------------- | ------- |
| 1    | Sune Wehlin          | Svezia         | 14'09"9 |
| 2    | Lauri Vilkko         | Finlandia      | 14'21"9 |
| 3    | Viktor Platan        | Finlandia      | 14'24"6 |
| 4    | George Moore         | Stati Uniti    | 15'07"5 |
| 5    | Gösta Gärdin         | Svezia         | 15'08"7 |
| 6    | André Lacroix        | Francia        | 15'13"7 |
| 7    | Alberto Ortíz        | Uruguay        | 15'22"5 |
| 8    | William Grut         | Svezia         | 15'28"9 |
| 9    | Bruno Riem           | Svizzera       | 15'34"9 |
| 10   | Frigyes Hegedűs      | Ungheria       | 15'39"2 |
| 11   | Albert Martin        | Gran Bretagna  | 15'40"7 |
| 12   | Carlos Mercader      | Uruguay        | 15'44"0 |
| 13   | Enrique Wirth        | Argentina      | 15'46"6 |
| 14   | Karel Bártů          | Cecoslovacchia | 15'47"8 |
| 15   | Geoffrey Brooke      | Gran Bretagna  | 15'48"4 |
| 16   | Olavi Larkas         | Finlandia      | 15'48"7 |
| 17   | Nilo Floody          | Cile           | 15'55"0 |
| 18   | Louis Pichon         | Francia        | 15'57"0 |
| 19   | Richard Gruenther    | Stati Uniti    | 16'04"7 |
| 20   | István Szondy        | Ungheria       | 16'10"7 |
| 20   | John Michael Lumsden | Gran Bretagna  | 16'10"7 |
| 22   | Giulio Palmonella    | Italia         | 16'11"2 |
| 23   | Charles Vyt          | Belgio         | 16'17"2 |
| 24   | Manuel Bernabeu      | Spagna         | 16'21"7 |
| 25   | Augusto Premoli      | Argentina      | 16'23"1 |
| 26   | José Luis Riera      | Spagna         | 16'27"4 |
| 27   | Alejandro Quiroz     | Messico        | 16'31"7 |
| 28   | Duilio Brignetti     | Italia         | 16'32"2 |
| 29   | Franz Hegner         | Svizzera       | 16'32"5 |
| 30   | Werner Schmid        | Svizzera       | 16'42"0 |
| 31   | Christian Palant     | Francia        | 16'48"6 |
| 32   | Hernán Fuentes       | Cile           | 16'49"8 |
| 33   | Ricardo García       | Messico        | 16'50"7 |
| 34   | Alberto Moreiras     | Spagna         | 16'58"9 |
| 35   | Otto Jemelka         | Cecoslovacchia | 17'03"3 |
| 36   | Roberto Curcio       | Italia         | 17'09"0 |
| 37   | Aëcio Coelho         | Brasile        | 17'34"1 |
| 38   | Horacio Siburu       | Argentina      | 17'39"0 |
| 39   | Louis Fauconnier     | Belgio         | 18'03"3 |
| 40   | Hale Baugh           | Stati Uniti    | 18'25"4 |
| 41   | Ruben Orozco         | Uruguay        | 19'49"9 |
| 42   | Humberto Bedford     | Brasile        | 19'51"7 |
| 43   | Aloysio Borges       | Brasile        | Squal.  |

## Classifica Finale
| Pos.    | Atleta               | Nazione        |    |      |      |      |      | Totale |
| ------- | -------------------- | -------------- | -- | ---- | ---- | ---- | ---- | ------ |
| Oro     | William Grut         | Svezia         | 1  | 1    | 5    | 1    | 8    | 16     |
| Argento | George Moore         | Stati Uniti    | 2  | 3    | 21   | 17   | 4    | 47     |
| Bronzo  | Gösta Gärdin         | Svezia         | 6  | 17   | 10   | 11   | 5    | 49     |
| 4       | Lauri Vilkko         | Finlandia      | 17 | 38   | 4    | 3    | 2    | 64     |
| 5       | Olavi Larkas         | Finlandia      | 26 | 3    | 7    | 19   | 16   | 71     |
| 6       | Bruno Riem           | Svizzera       | 19 | 9    | 1    | 36   | 9    | 74     |
| 7       | Franz Hegner         | Svizzera       | 7  | 6    | 24   | 13   | 29   | 79     |
| 8       | Richard Gruenther    | Stati Uniti    | 24 | 13   | 13   | 12   | 19   | 81     |
| 9       | Nilo Floody          | Cile           | 11 | 7    | 20   | 30   | 17   | 85     |
| 10      | Viktor Platan        | Finlandia      | 4  | 28   | 44   | 7    | 3    | 86     |
| 11      | Enrique Wirth        | Argentina      | 9  | 17   | 29   | 25   | 13   | 93     |
| 12      | Frigyes Hegedűs      | Ungheria       | 45 | 13   | 3    | 24   | 10   | 95     |
| 13      | Hale Baugh           | Stati Uniti    | 10 | 9    | 28   | 9    | 40   | 96     |
| 14      | André Lacroix        | Francia        | 27 | 17   | 18   | 29   | 6    | 97     |
| 15      | Giulio Palmonella    | Italia         | 14 | 26   | 15   | 21   | 22   | 98     |
| 16      | Louis Pichon         | Francia        | 36 | 5    | 9    | 32   | 18   | 100    |
| 17      | Sune Wehlin          | Svezia         | 31 | 34   | 22   | 14   | 1    | 102    |
| 18      | István Szondy        | Ungheria       | 28 | 44   | 11   | 2    | 20   | 105    |
| 19      | Roberto Curcio       | Italia         | 22 | 7    | 14   | 26   | 36   | 105    |
| 20      | Albert Martin        | Gran Bretagna  | 12 | 31   | 23   | 31   | 11   | 108    |
| 21      | Augusto Premoli      | Argentina      | 5  | 11   | 35   | 33   | 25   | 109    |
| 22      | Alberto Moreiras     | Spagna         | 23 | 31   | 19   | 5    | 34   | 112    |
| 23      | José Luis Riera      | Spagna         | 18 | 24   | 42   | 4    | 26   | 114    |
| 24      | Hernán Fuentes       | Cile           | 43 | 13   | 6    | 23   | 32   | 117    |
| 25      | Duilio Brignetti     | Italia         | 38 | 34   | 12   | 6    | 28   | 118    |
| 26      | Alberto Ortíz        | Uruguay        | 20 | 41   | 17   | 34   | 7    | 119    |
| 27      | Werner Schmid        | Svizzera       | 42 | 17   | 2    | 28   | 30   | 119    |
| 28      | Christian Palant     | Francia        | 40 | 24   | 8    | 16   | 31   | 119    |
| 29      | Karel Bártů          | Cecoslovacchia | 30 | 38   | 27   | 15   | 14   | 124    |
| 30      | Carlos Mercader      | Uruguay        | 16 | 28   | 34   | 35   | 12   | 125    |
| 31      | Aëcio Coelho         | Brasile        | 15 | 1    | 33   | 39   | 37   | 125    |
| 32      | Horacio Siburu       | Argentina      | 13 | 28   | 30   | 18   | 38   | 127    |
| 33      | Alejandro Quiroz     | Messico        | 29 | 31   | 16   | 27   | 27   | 130    |
| 34      | John Michael Lumsden | Gran Bretagna  | 3  | 34   | 37   | 38   | 20   | 132    |
| 35      | Ricardo García       | Messico        | 8  | 40   | 43   | 10   | 33   | 134    |
| 36      | Manuel Bernabeu      | Spagna         | 41 | 17   | 39   | 20   | 24   | 141    |
| 37      | Geoffrey Brooke      | Gran Bretagna  | 39 | 13   | 41   | 37   | 15   | 145    |
| 38      | Aloysio Borges       | Brasile        | 33 | 26   | 36   | 8    | 43   | 146    |
| 39      | Otto Jemelka         | Cecoslovacchia | 25 | 17   | 31   | 42   | 35   | 150    |
| 40      | Louis Fauconnier     | Belgio         | 32 | 17   | 26   | 41   | 39   | 155    |
| 41      | Charles Vyt          | Belgio         | 21 | 34   | 38   | 40   | 23   | 156    |
| 42      | Ruben Orozco         | Uruguay        | 35 | 41   | 25   | 22   | 41   | 164    |
| 43      | Humberto Bedford     | Brasile        | 37 | 43   | 40   | 43   | 42   | 205    |
|         |                      |                |    |      |      |      |      |        |
| -       | László Karácson      | Ungheria       | 45 | 11   | 32   | Rit. | Rit. | Rit.   |
| -       | Raoul Mollet         | Belgio         | 34 | Rit. | Rit. | Rit. | Rit. | Rit.   |

In caso di parità di punti nel totale, contava come spareggio il miglior piazzamento nella prova di corsa.